# Душанбековский сельсовет
Душанбековский сельсовет — муниципальное образование в Кигинском районе Башкортостана.
Административный центр — село Душанбеково.

## История
Согласно «Закону о границах, статусе и административных центрах муниципальных образований в Республике Башкортостан» имеет статус сельского поселения.

## Население
| 2002  | 2009  | 2010  | 2012  | 2013  | 2014  | 2015  |
| ----- | ----- | ----- | ----- | ----- | ----- | ----- |
| 1163  | ↗1178 | ↘1168 | ↘1150 | ↘1106 | ↘1069 | ↘1048 |
| 2016  | 2017  | 2018  |       |       |       |       |
| ↘1022 | ↘984  | ↘954  |       |       |       |       |

## Состав сельского поселения
| № | Населённый пункт | Тип населённого пункта       | Население |
| - | ---------------- | ---------------------------- | --------- |
| 1 | Душанбеково      | село, административный центр | ↘622      |
| 2 | Сагирово         | деревня                      | ↘277      |
| 3 | Тукаево          | деревня                      | ↗183      |
| 4 | Сарагулово       | деревня                      | ↘86       |